# Пеленга
Пеленга (Пеленда) — река в России, протекает по Даниловскому району Ярославской области. Устье реки находится по правому берегу реки Лунка в 33 км от её устья. Длина реки составляет 21 км, водосборная площадь — 98,8 км². Прежнее историческое название реки — Пеленда. Высота устья — 118 м над уровнем моря.
В верховьях реки стоит город Данилов. До и после него Пеленга пересекает автомагистраль М8 «Москва — Архангельск».
Прочие населённые пункты у реки: Конищево, Ушаки, Данилов, Горушка, Алексеево, Мутыкалово, Иваники, Востриково, Андриково, Попково, Аксенцево, Богатино, Серково, Сосновка, Кукуйка, Раи.
Крупнейший приток — Погара (слева).

## Данные водного реестра
По данным государственного водного реестра России относится к Верхневолжскому бассейновому округу, водохозяйственный участок реки — Волга от Рыбинского гидроузла до города Кострома, без реки Кострома от истока до водомерного поста у деревни Исады, речной подбассейн реки — Волга ниже Рыбинского водохранилища до впадения Оки. Речной бассейн реки — (Верхняя) Волга до Куйбышевского водохранилища (без бассейна Оки).
Код водного объекта в государственном водном реестре — 08010300212110000011634.